# Candice Davis
Candice Davis (née le 26 octobre 1985 à Ann Arbor) est une athlète américaine spécialiste du 100 mètres haies.
Le 8 mars 2008, elle remporte la médaille d'argent du 60 m haies lors des Championnats du monde en salle de Valence en 7 s 93, devancée par sa compatriote LoLo Jones. Éliminée en demi-finales des Championnats des États-Unis 2009, elle ne parvient pas à se qualifier pour les Championnats du monde de Berlin.
Ses meilleures performances sont de 12 s 71 sur 100 m haies (18/05/2008 à Carson), et de 7 s 65 sur 60 m haies (21/02/2009 à Birmingham).

## Palmarès
| Date | Compétition                    | Lieu         | Résultat | Épreuve     |
| ---- | ------------------------------ | ------------ | -------- | ----------- |
| 2007 | Championnats NACAC             | San Salvador | 1re      | 100 m haies |
| 2008 | Championnats du monde en salle | Valence      | 2e       | 60 m haies  |